# XI. Zivilsenat des Bundesgerichtshofes
Der XI. Zivilsenat ist ein Spruchkörper des Bundesgerichtshofs. Es handelt sich um den elften von derzeit insgesamt dreizehn Senaten, die sich mit Zivilsachen befassen.
Er ist hauptsächlich für die Bereiche Bank-, Börsen- und Wertpapierrecht, Darlehensrecht sowie Bürgschaftsrecht zuständig. Daher wird er auch als Bankensenat bezeichnet.

## Errichtung
Der XI. Zivilsenat wurde im Jahr 1988 errichtet.

## Besetzung
Der Senat ist  gegenwärtig (Stand: März 2024) wie folgt besetzt:
- Vorsitzender: Jürgen Ellenberger
- Stellvertretender Vorsitzender: Christian Grüneberg
- Beisitzer: Oliver Matthias, Eva-Maria Derstadt, Desirée Dauber, Michael Schild von Spannenberg, Andreas Sturm, Julia Ettl

## Vorsitzende
| Nr. | Name (Lebensdaten)          | Beginn der Amtszeit | Ende der Amtszeit |
| --- | --------------------------- | ------------------- | ----------------- |
| 1   | Herbert Schimansky (* 1934) | 4. Juli 1988        | 30. Juni 1999     |
| 2   | Gerd Nobbe (1944–2019)      | 12. Juli 1999       | 31. Januar 2009   |
| 3   | Ulrich Wiechers (1949–2023) | 12. Februar 2009    | 31. Oktober 2014  |
| 4   | Jürgen Ellenberger (* 1960) | 27. Februar 2015    |                   |

## Zuständigkeit
Nach dem Geschäftsverteilungsplan des BGH (Stand 2018) ist der XI. Zivilsenat zuständig für:
1. die Rechtsstreitigkeiten über
2. die Rechtsstreitigkeiten
3. die Rechtsstreitigkeiten über Darlehensverträge zwischen einem Kreditinstitut und einem Darlehensnehmer sowie zwischen einem Unternehmer als Darlehensgeber und einem Verbraucher als Darlehensnehmer (§§ 491 ff, 13, 14, 607 ff BGB, §§ 1 ff VerbrKrG), aus dem Einlagengeschäft eines Kreditinstituts (Darlehen von Kunden als Darlehensgeber), über Ansprüche aus Kontokorrenten (§ 355 HGB) sowie die Rechtsstreitigkeiten über abstrakte Schuldverhältnisse (§§ 780 – 808 BGB) einschließlich derjenigen über Schuldverschreibungen im Sinne des Schuldverschreibungsgesetzes, soweit nicht das Insolvenzgericht zuständig ist; jedoch ist bei Rechtsstreitigkeiten über Ansprüche aus abstrakten Schuldverhältnissen für die Zuständigkeit die zugrunde liegende Forderung maßgeblich, wenn sie den Gegenstand des Streits bildet;
4. die Rechtsstreitigkeiten über Ansprüche aus Besitz und Eigentum an beweglichen Sachen, soweit im Zusammenhang mit Darlehensverträgen Eigentum zur Sicherheit übertragen worden ist;
5. die Rechtsstreitigkeiten über Bürgschaften (§§ 765 ff BGB); jedoch ist bei Rechtsstreitigkeiten über eine Bürgschaft für die Zuständigkeit die Hauptverbindlichkeit maßgebend, wenn nur deren Bestand den Gegenstand des Streits bildet.
6. die dem Bundesgerichtshof gemäß § 16 Satz 2 und 3 FMStFG zugewiesenen Rechtsstreitigkeiten, soweit es sich um Rechtsstreitigkeiten über die in den Nr. 1 bis 5 genannten Ansprüche und Rechtsgeschäfte handelt.

## Kritik
Von Verbraucherschützern wird der XI. Zivilsenat kritisiert, da seine Entscheidungen regelmäßig zu bankenfreundlich seien und zu Ungunsten der  Verbraucher ausfielen, beispielsweise in den so genannten Schrottimmobilienfällen.
Im Streit um so genannte Schrottimmobilien hat der Europäische Gerichtshof (EuGH) (C-350/03 und C-229/04) 2005 den Bundesgerichtshof, aber auch den deutschen Gesetzgeber dahin korrigiert, dass es für die Annahme eines widerruflichen, im Wege eines Haustürgeschäfts zustande gekommenen Kreditvertrages nicht darauf ankommt, ob eine Bank weiß, dass ihre Kreditverträge in sog. Haustürsituationen vertrieben werden. Diese Entscheidungen begünstigen die Erwerber sog. Schrottimmobilien allerdings im Ergebnis kaum, da nach ihnen nicht zugleich der Kaufvertrag über die Immobilie rückgängig gemacht werden kann und sie deshalb dennoch nach § 357 BGB verpflichtet sind, das dem Verkäufer der Immobilie zugeflossene Darlehen zurückzuzahlen.